# Schweizer Filmpreis/Spezialpreis der Akademie
Sämtliche Gewinner des Schweizer Filmpreises in der Kategorie Spezialpreis der Akademie (früher: Spezialpreis der Jury) sind:
| Jahr | Preisträger                              | für |
| ---- | ---------------------------------------- | --- |
| 2005 | Filip Zumbrunn                           | Kamera und Licht in Strähl |
| 2006 | Filmkollektiv Zürich                     | Konzept und Schnitt des Films Klingenhof                                                                                        |
| 2007 | Nachbeben                                | Beste Ensemble-Arbeit beim Film Nachbeben                                                                                       |
| 2008 | Moritz Schneider, Stress und Mich Gerber | Beste Musik im Film Breakout |
| 2009 | Danilo Catti                             | Künstlerisches und politisches Engagement in Giù le mani                                                                        |
| 2010 | Stéphane Kuthy                           | Kamera in Tannöd |
| 2011 | Gerald Damovsky                          | Ausstattung in Sennentuntschi                                                                                                   |
| 2012 | Gion-Reto Killias                        | Montage in den Filmen Abrir puertas y ventanas, Day Is Done und Eine wen iig, dr Dällebach Kari                                 |
| 2013 | Karine Sudan                             | Montage in Winternomaden |
| 2014 | Françoise Nicolet                        | Kostüme in Les grandes ondes (à l’ouest) und Left Foot Right Foot                                                               |
| 2015 | Patrick Lindenmaier                      | Für seinen unermüdlichen kreativen Einsatz, mit dem er Schweizer Filmemachern ihre künstlerischen Ideen zu verwirklichen hilft. |
| 2016 | Guido Keller und Jacques Kieffer         | Ton in den Filmen Köpek – Geschichten aus Istanbul und Above and Below                                                          |
| 2017 | Marie-Eve Hildbrand                      | Casting und Schauspielführung an dem Animationsfilm Mein Leben als Zucchini                                                     |
| 2018 | Thomas Nellen                            | Maske im Film Vakuum |
| 2019 | Monika Schmid und Su Erdt                | Kostüm und Szenenbild im Film Zwingli                                                                                           |
| 2020 | Ernst Brunner                            | für die Lichtgestaltung in den Spielfilmen Tambour battant und Sekuritas                                                        |
| 2021 | Linda Harper                             | Kostüm in den Filmen Von Fischen und Menschen, Platzspitzbaby und Spagat                                                        |
| 2022 | Nicole Hoesli                            | Szenenbild im Film Soul of a Beast                                                                                              |
| 2023 | Barbara Fischer und Giles Foreman        | Acting Coaches |
| 2024 | Sonia Rossier                            | Regie-Assistenz im Film Laissez-moi                                                                                             |
| 2025 | Oliver Keller Bon Schuur Ticino          | Stuntkoordinator in Tschugger – Der lätscht Fall und Jakobs Ross Box-Office-Erfolg                                              |